# 城南インターチェンジ
城南インターチェンジ（ソンナムインターチェンジ）は大韓民国京畿道城南市中院区にある首都圏第一循環高速道路のインターチェンジである。

## 歴史
- 1991年11月29日 - 開設

## 周辺
- ●韓国鉄道公社盆唐線 · ●ソウル交通公社8号線 牡丹駅
- ●韓国鉄道公社盆唐線 野塔駅

## 隣
首都圏第一循環高速道路
(1) 板橋JCT - (2) 城南IC - 城南料金所 - (3) 松坡IC